# Büren (Bremen)
Büren war der Name eines Dorfes am Weserdeich im Bremer Territorium, das aus den geografischen Orten Hasenbüren, Mittelsbüren und Niederbüren bestand, die heute in Bremen liegen. Büren lag am Weserufer südöstlich von Altenesch und nördlich von Seehausen.

## Geschichte

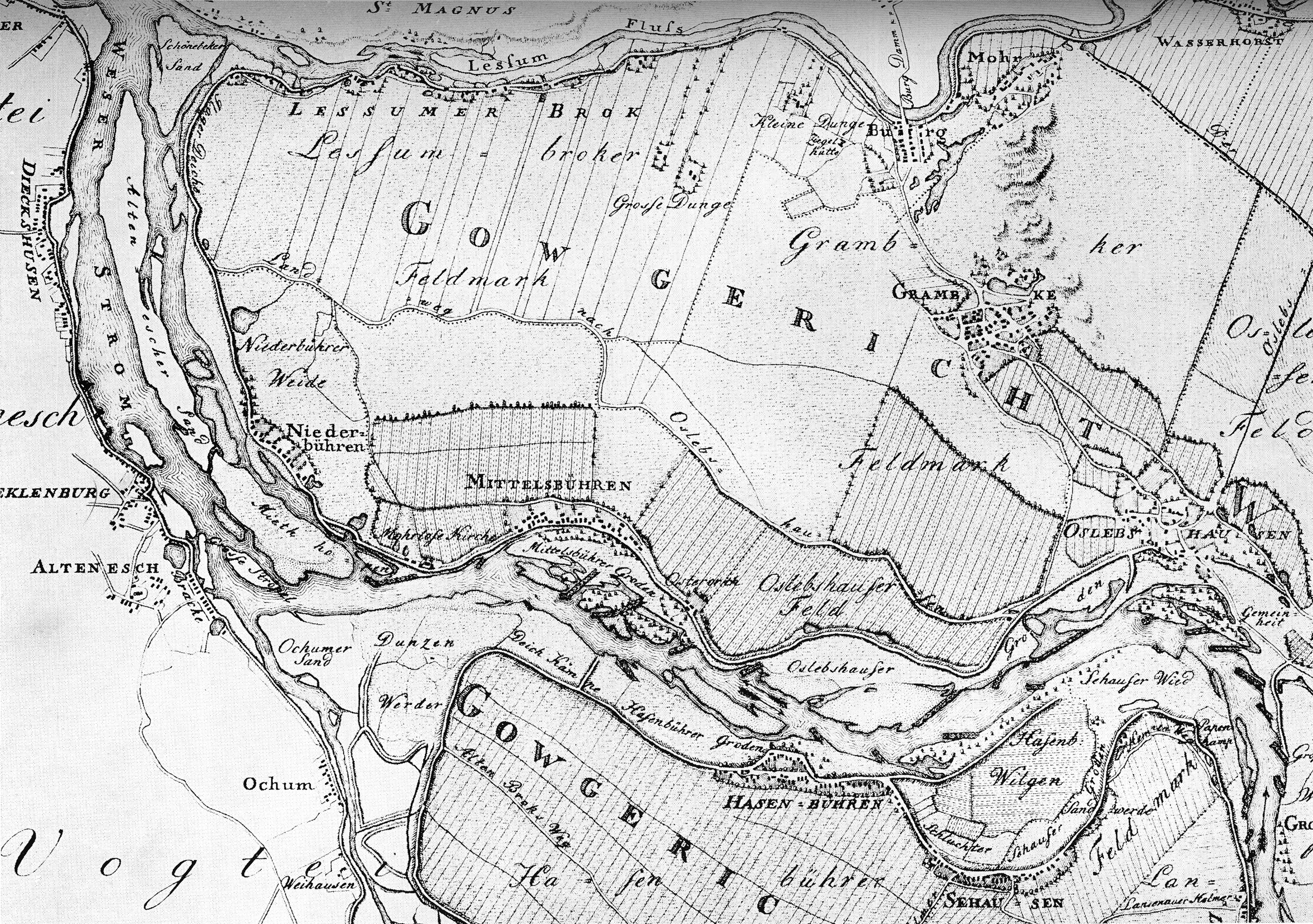
Das Bürener-Gebiet – Ausschnitt einer Karte aus dem Jahr 1806 von Christian Abraham Heineken

Im 13. Jahrhundert gab es  das Dorf Büren. Es wird vermutet, dass im Mittelalter der alte Verlauf der Weser eine dörfliche Einheit ermöglichte. Die Weser veränderte dann jedoch ihren Verlauf und es kam zu Trennung der Ortsteile durch die Weser. Büren bestand ehemals aus folgenden Ortsteilen: 
Hasenbüren wurde 1319 erstmals als Hasenburen erwähnt, dann 1399 als Hazenburen und war im 14. Jahrhundert Teil des Goh Viehland, der 1598 in Niedervieland und Obervieland geteilt wurde. Hasenbüren liegt zwischen dem linken Weserufer und der Ochtum, westlich von Seehausen und östlich des heutigen Ortsteils Ochtum von Lemwerder. Es gehörte zum Kirchspiel Seehausen, das erstmals 1187 als Sehusen genannt wurde und es gehört heute zum bremischen Ortsteil Seehausen im Bezirk Bremen-Süd. Seit 1250 mussten die Hasenbürener zum Unterhalt der Weserbrücke in Bremen finanziell beitragen und seit 1390 bzw. 1398 zur Befestigung des Vielandes bzw. zur Unterhaltung von Wegen und Brücken. In der Dorfmark gab es seit 1788 bis zum 19. Jahrhundert eine Wasserschöpfmühle. 1812 waren 369 Einwohner im Ortsteil. Von 1810 bis 1813 gehörte das Dorf in der Bremer Franzosenzeit zur Mairie Wolmershausen. Auf dem Deich siedelten im 19. Jahrhundert Häuslinge, die als Schiffer und Arbeiter ihr Geld verdienten. Durch die Arbeiten an der Weserkorrektion stieg die Zahl der Ansiedler. 1885 wohnten 677 Einwohner in Hasenbüren. 
Der Sporthafen Hasenbüren, die alte Hasenbürener Landstraße – die 1876 gepflastert wurde –  und die Wege Hasenbürener Deich und Hasenbürener Umdeich tragen den Namen des früheren Dorfes. Das Ochtumsperrwerk befindet sich direkt am westlichen Rande des Gebiets in Niedersachsen.
Lewenbüren wurde im 13. und 14. Jahrhundert genannt. Es lag zwischen Hasenbüren und Seehausen. Vermutlich ging es in den Ortsteilen Hasenbüren oder Seehausen auf.

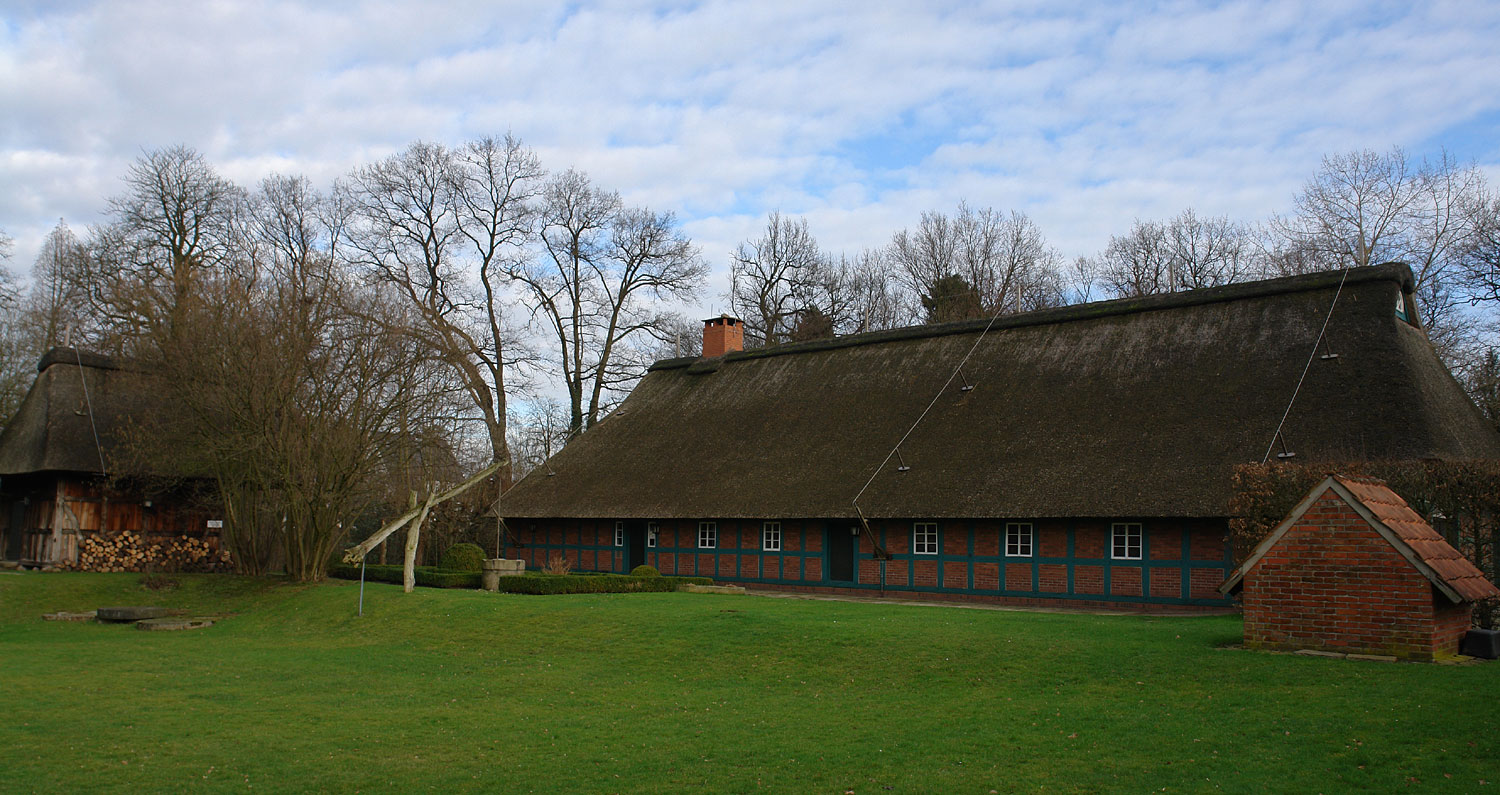
Haus Mittelsbüren im Focke Museum

Mittelsbüren nannte sich 1246 Middelburen und liegt heute auf der rechten Weserseite im Werderland. Das Dorf gehörte nach der Trennung von Büren zum Goh Werderland und war im 15. Jahrhundert bremisches Gebiet. Im Norden lagen die Dörfer Niederbüren, Grambke und Burg (Borch), östlich und südöstlich befanden sich die Dörfer Oslebshausen und Gröpelingen, westlich befand sich die Weser. 1741 musste Bremen im Zweiten Stader Vergleich auch Mittelsbüren an das Kurfürstentum Hannover abtreten, das nach dem Reichsdeputationshauptschluss 1803 wieder zu Bremen kam. 1812 lebten 215 und 1885 dann 231 Einwohner im Dorf. Die beiden Ortsteile  Mittels- und Niederbüren hatten 1933 282 Einwohner. Das Gebiet wurde 1946 Teil des Stadtteils Burglesum. Als die Klöckner-Werke das Klöckner Stahlwerk Bremen in Bremen errichten wollten, musste der größte Teil des Dorfes bis auf die Moorlose Kirche und einige Gebäude in ihrer unmittelbaren Umgebung, darunter die ehemalige 1880/1881 errichtete Dorfschule, weichen. Die Ruderfähre nach Hasenbüren, 300 Jahre lang per Erbfolge von der gleichen Familie betrieben, wurde 1959 eingestellt.
1954 begannen die Klöckner-Werke mit dem Ankauf von Landflächen und 1957 wurde der Produktionsbetrieb aufgenommen. Das Gebiet gehört nun zum Stadtteil Häfen. Der Mittelsbürener Hafen vor dem Stahlwerk trägt den Namen des Ortes.  Das Kraftwerk Mittelsbüren der swb AG wurde 1964 erbaut. 1961 wurde ein Bauernhaus abgetragen und als Haus Mittelsbüren 1964 auf dem Gelände des Focke-Museums wieder aufgebaut.

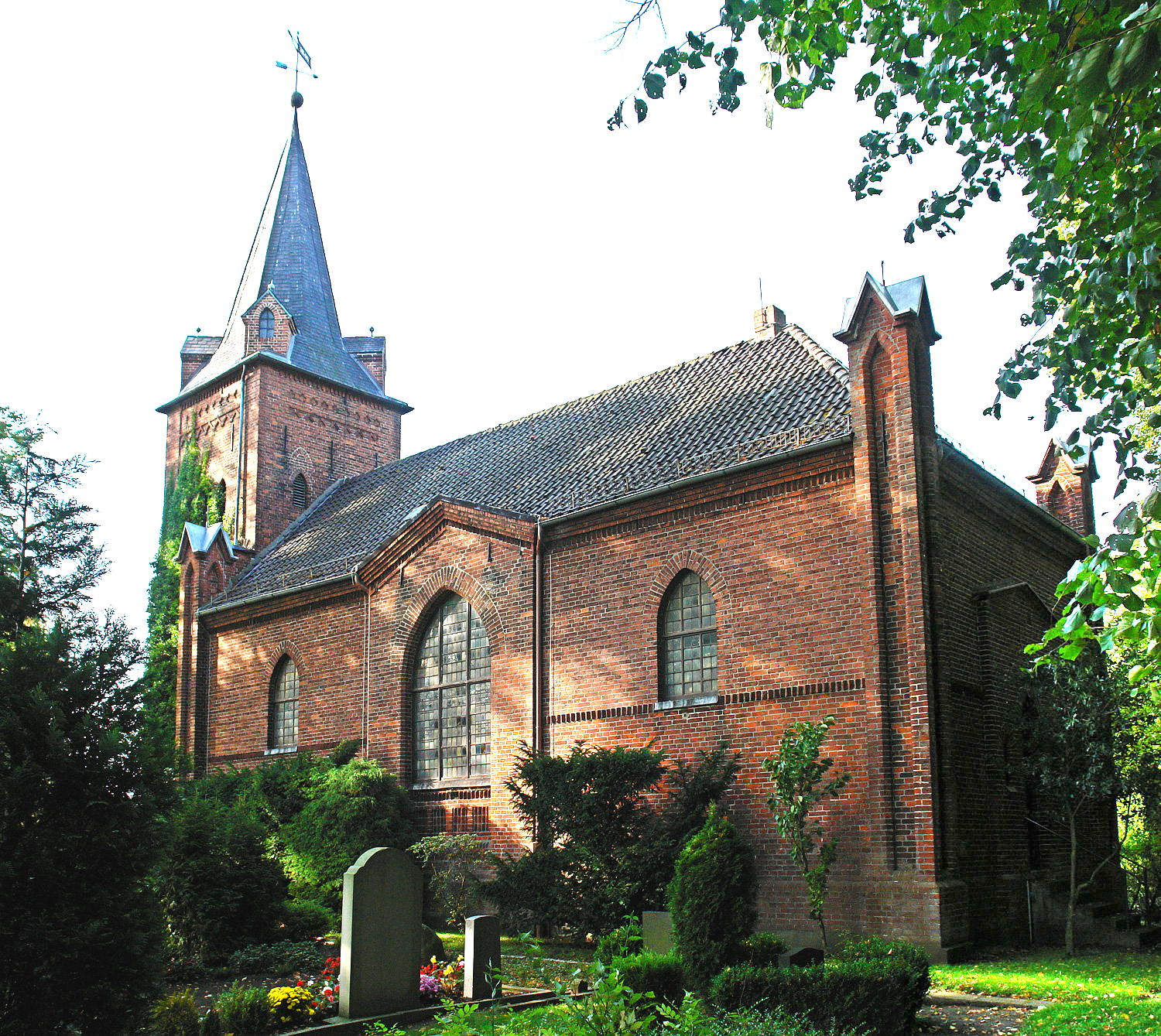
Moorlose Kirche

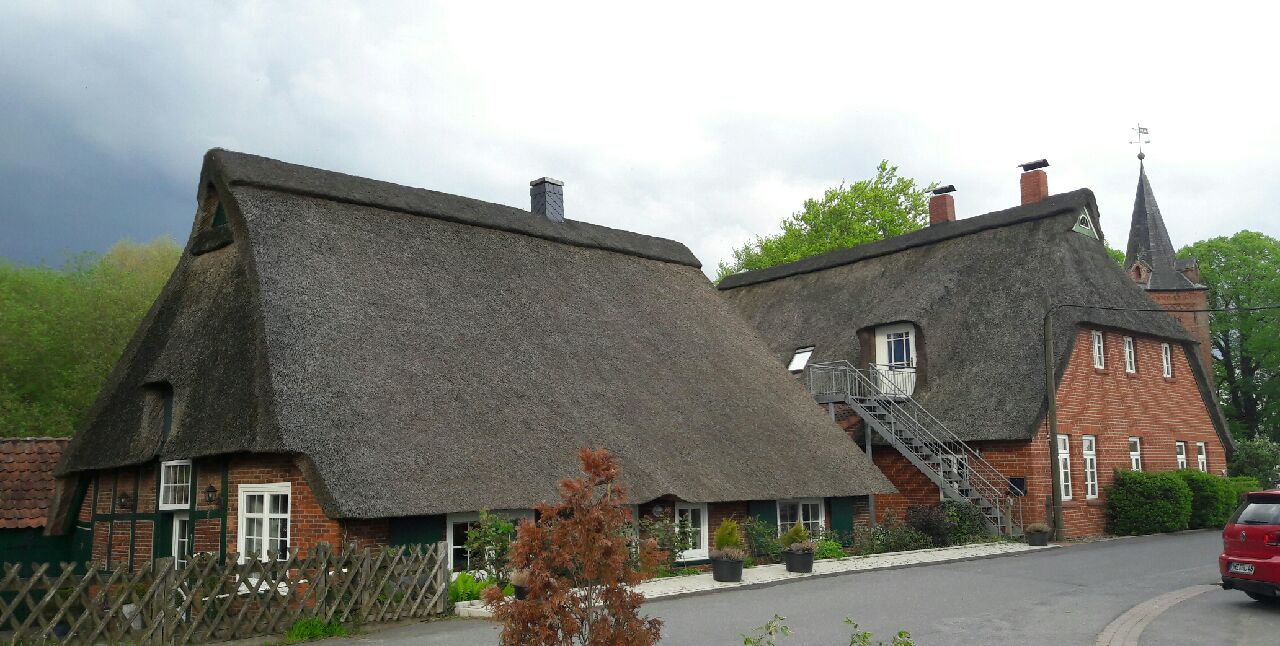
Häuser Mittelsbüren 37 (vorne) und 36, im Hintergrund der Turm der Moorlosen Kirche

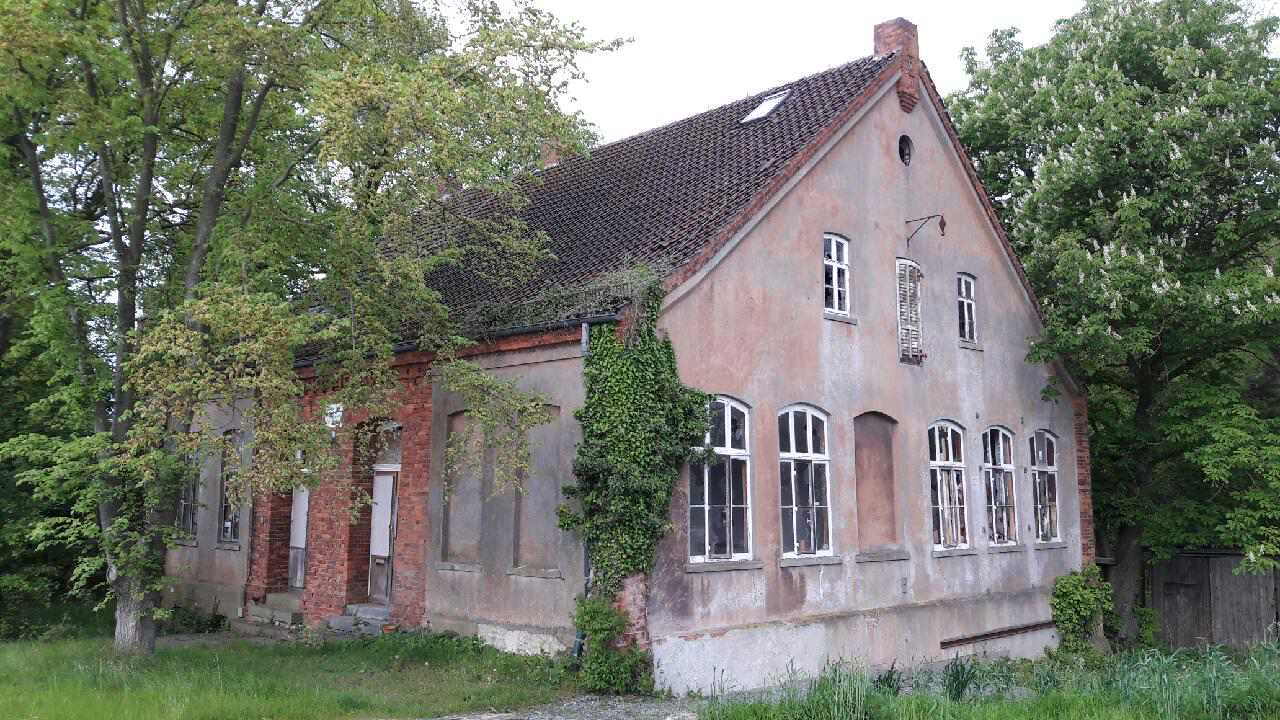
Mittelsbürener Schule

Zwischen Mittelsbüren und Niederbüren befindet sich die Moorlose Kirche. Der Name der Kirche wurde gedeutet als die mutterlose Kirche, aber auch als Kirche an der Moorlöse, einem Abwassergraben des Werderlandes. Möglicherweise wurde die Kirche vom Kloster Corvey im 13. Jahrhundert gegründet. Auch eine anfänglich von der Kirche in Altenesch abhängige (deshalb später „mutterlose“) Kirche ist möglich. Im vermutlich 14. Jahrhundert ist für diese Kirche ein Neubau entstanden. 1846/47 erfolgte dann der erhaltene Neubau, der unter Denkmalschutz steht. 
Niederbüren, im 14. Jahrhundert als Nedderstenburen genannt, gehörte auch zum Goh Werderland. Es liegt an der rechten Weserseite und südlich der Lesum. Das Dorf Niederbüren hatte 1884 noch 99 und 1912 nur noch 53 Einwohner. 
Seit 1946 gehören Mittelsbüren und Niederbüren zum Ortsteil Werderland des Stadtteils Burglesum. Der Weg an der Lesum und der Weser von Bremen-Grohn oder Bremen-Burg zur Moorlosenkirche ist eine beliebte Ausflugsstrecke am Rande des Naturschutzgebietes Werderland.